# Odette Annable
Odette Juliette Annable (născută Yustman; născută pe 10 mai 1985) este o actriță și model american. Ea este cunoscută pentru diferite roluri în film și televiziune, inclusiv ca Dr. Jessica Adams în serialul de drame medicale Fox House, Beth McIntyre în filmul cu monstru Cloverfield, Aubrey Diaz în serialul dramă ABC October Road, Samantha Arias/Reign în Supergirl, și Nola Longshadow în Banshee.